# Famille von Weizsäcker
La famille von Weizsäcker est une famille influente allemande originaire du Wurtemberg. 
Elle est anoblie en 1897 en la personne du baron Karl von Weizsäcker (de) par Guillaume II de Wurtemberg. 

## Filiation
1. Gottlieb Jacob Weizsäcker (1736–1821), cuisinier de bouche (hofmundkoch)  du prince de Hohenlohe-Öhringen à Öhringen
  1. Christian Ludwig Weizsäcker (1785–1831), précheur  à Öhringen
    1. Hugo Weizsäcker (1820–1834)
    2. B. Karl Heinrich Weizsäcker (1822–1899), théologien protestant et chancelier de l'université de Tübingen
      1. Sophie Auguste Weizsäcker (1850–1915)
      2. Karl von Weizsäcker (de) (1853–1926),  Ministre-président (1906–1918) du roi Guillaume II de Wurtemberg
        1. Ernst von Weizsäcker (1882–1951), diplomate qui servit comme Secrétaire général du ministère des Affaires étrangères et ambassadeur auprès du Saint-Siège sous le régime nazi
          1. Carl Friedrich von Weizsäcker (1912–2007), physicien et philosophe. Il fit partie de l'équipe allemande qui chercha à mettre au point la bombe atomique pendant la Seconde Guerre mondiale
            1. Carl Christian von Weizsäcker (né en 1938), professeur d'économie politique
            2. Ernst Ulrich von Weizsäcker (né en 1939), scientifique et homme politique
              1. Jakob von Weizsäcker (né en 1970), économiste et homme politique

            3. Bertha Elisabeth Raiser née von Weizsäcker (née en 1940), historienne
            4. Heinrich Wolfgang von Weizsäcker (né en 1947), professeur de mathématiques

          2. Adelheid Marianne Viktoria Gräfin Eulenburg née von Weizsäcker (1916–2004)
          3. Heinrich von Weizsäcker (1917–1939), mort au combat
          4. Richard von Weizsäcker (1920-2015), homme politique de la CDU et président de la République fédérale allemande (1984–1994)
            1. Robert Karl von Weizsäcker (né en 1954), professeur d'économie politique et président de la fédération allemande d'échecs
            2. Andreas von Weizsäcker (1956-2008), professeur d'art
            3. Beatrice von Weizsäcker (née en 1958), juriste et journaliste indépendante
            4. Fritz von Weizsäcker (1960-2019), professeur de médecine

        2. Viktor von Weizsäcker (1886–1957), neurologue
          1. Robert Karl Ernst von Weizsäcker (1920–1942)
          2. Ulrike Gerda von Weizsäcker (1923–1948)
          3. Eckhardt von Weizsäcker (1925–1945), mort au combat
          4. Cora Penselin, née von Weizsäcker (1929–2009)

      3. Marie Auguste Bruns, née Weizsäcker (1857–1939)
      4. Julie Weizsäcker (1861–?)

    3. Julius Weizsäcker (de) (1828–1889), historien
      1. Julius Hugo Wilhelm Weizsäcker (1861–1939), avocat
      2. Heinrich Weizsäcker (1862–1945), professeur d'histoire de l'art
        1. Karl Hermann Wilhelm Weizsäcker (1898–1918)